# دامال
دامال (بالتركية: Damal) هي بلدة ومقر مديرية دامال في محافظة أردهان التركية الواقعة في شمال شرق البلاد. تتكون البلدة من 8 أحياء، وبلغ عدد سكانها 2٫890 نسمة في عام 2021. وهي مأهولة بالتركمان.